# 姫島 (福岡県)
姫島（ひめしま）は、福岡県西部の糸島半島から北西に4kmの玄界灘にある島。筑前諸島地域として離島振興法の離島振興対策実施地域となっている。島の面積は約0.75km2である。人口は134人、世帯数は41世帯（令和2年国勢調査）。福岡県糸島市に属する。

## 地理
- 山 - 鎮山（島の最高峰、江戸時代には遠見番所が置かれていた）

鎮山は島の中央よりやや北側にあり、北岸は断崖絶壁もある険しい地形となっている。一方、島の南側は比較的緩やかな地形で、集落はこちら側にある。島の最南端よりやや南南東の位置に第1種漁港の姫島漁港がある。
最高地点の186m付近は玄武岩に覆われているが大部分は花崗岩からなる。

## 歴史
近世に黒田藩の流刑地だったため、幕末の女傑野村望東尼が姫島に流された経緯がある。望東尼の記念碑は唐津や壱岐の見える南西岸に立っている。
町村制施行当時の所属市町村は志摩郡芥屋村で、市町村合併により芥屋村→志摩村→志摩町→糸島市と変遷している。

## 交通

### 島内の交通
集落に沿って自動車通行可能な道路があり、集落内に細い道がある。島の外側の道路は島中西部・中東部で途切れている。鎮山に登る登山道がある。島内にバスやタクシーなどの公共交通機関は存在しない。また渡船は旅客専用であり自動車航送ができないので、自動車で島に入ることはできない。

### 糸島市営渡船
姫島漁港と九州本土側の岐志渡船場（岐志漁港）を結ぶ。1日4便運航されている（所要時間約16分）。2016年3月2日から就役した新造船「ひめしま」（定員80名（旅客76名））が就航している。
岐志渡船場は昭和バス岐志バス停から約200mの位置にある。岐志バス停には筑前前原駅 - 芥屋間の路線バスが停車する。筑前前原駅 - 岐志間の所要時間は約23分。また渡船場脇には無料駐車場も設けられている。

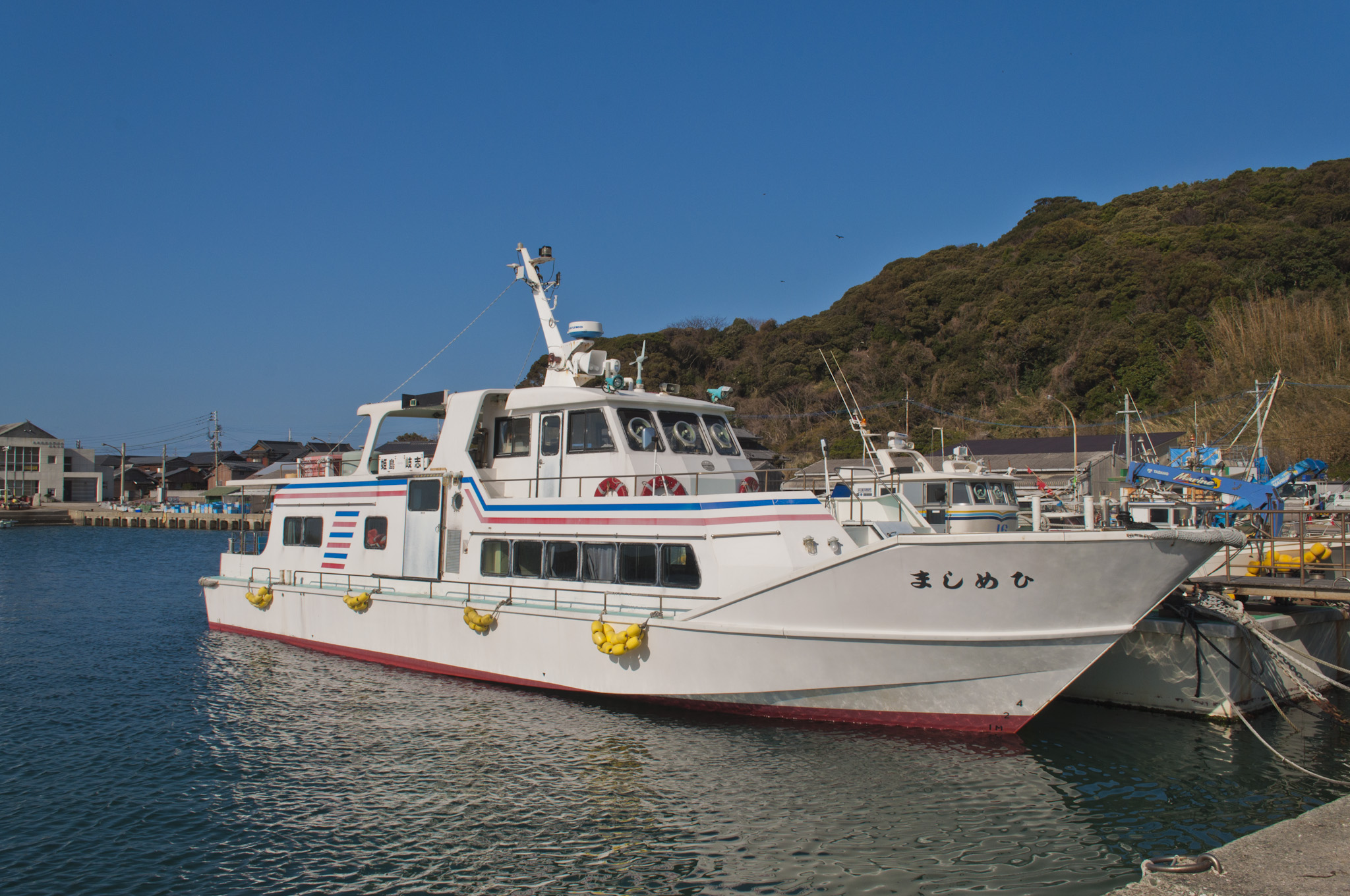
糸島市営渡船「ひめしま」 ※先代
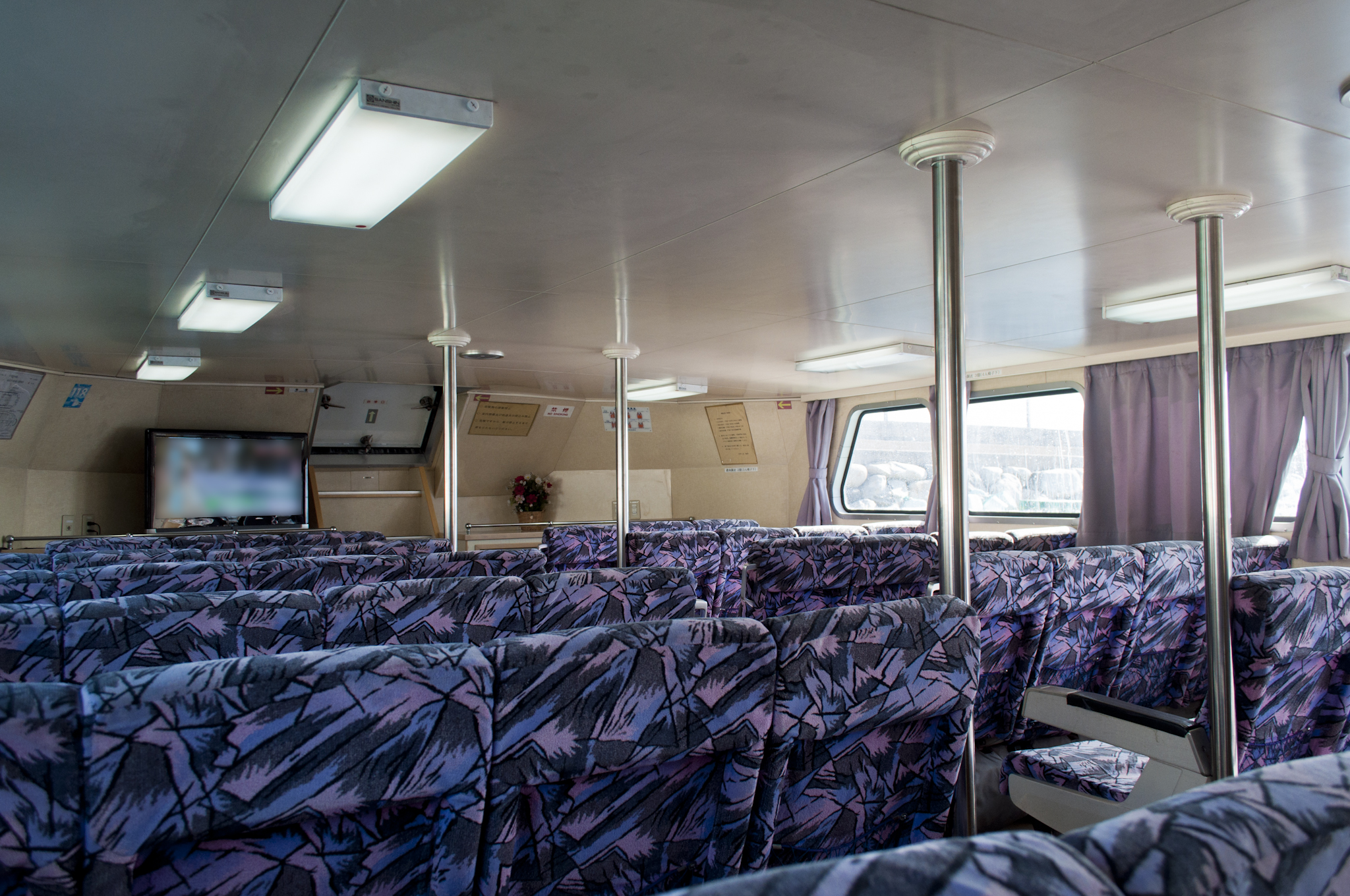
「ひめしま」船内 ※先代
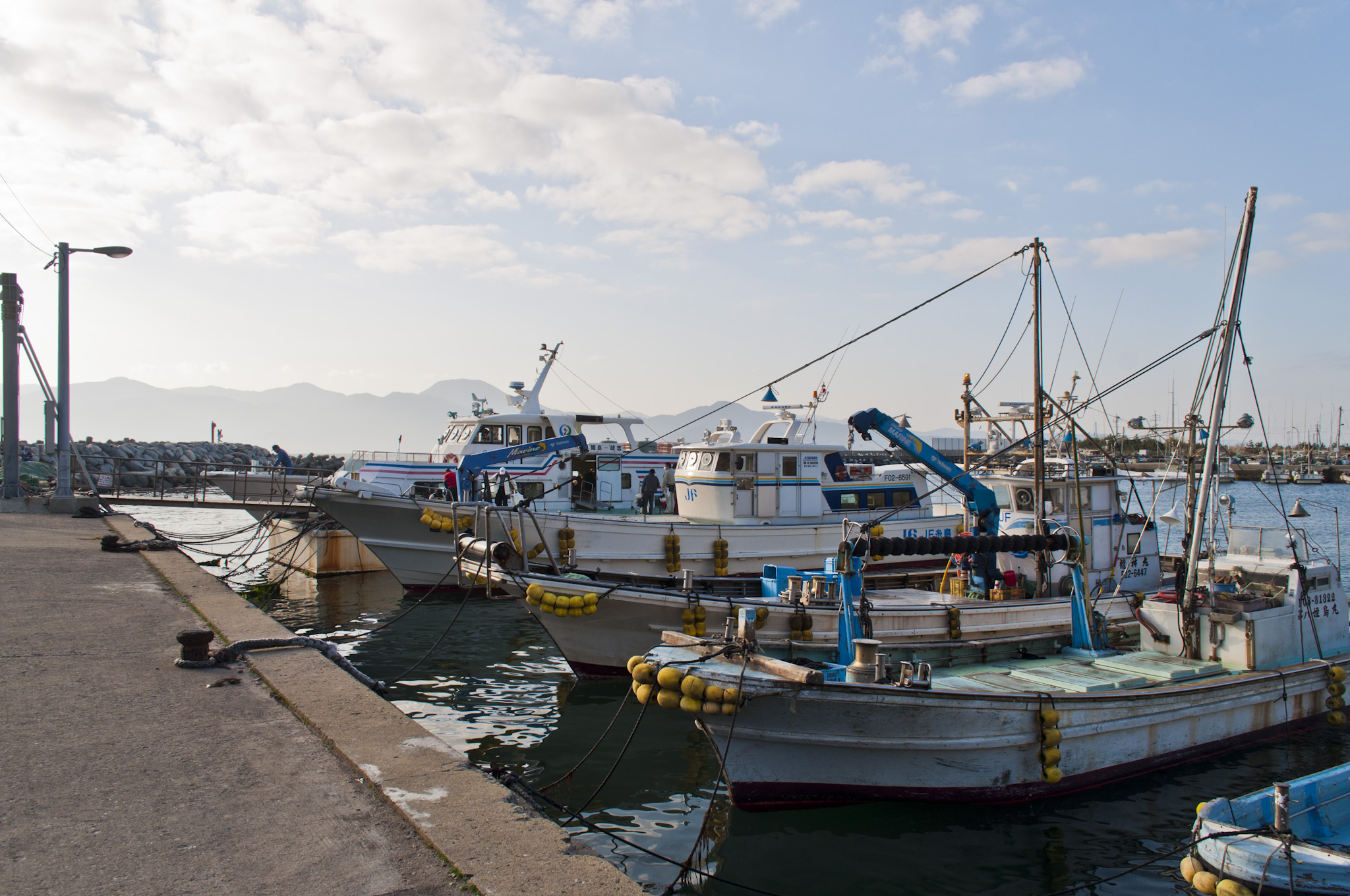
姫島漁港

## 学校

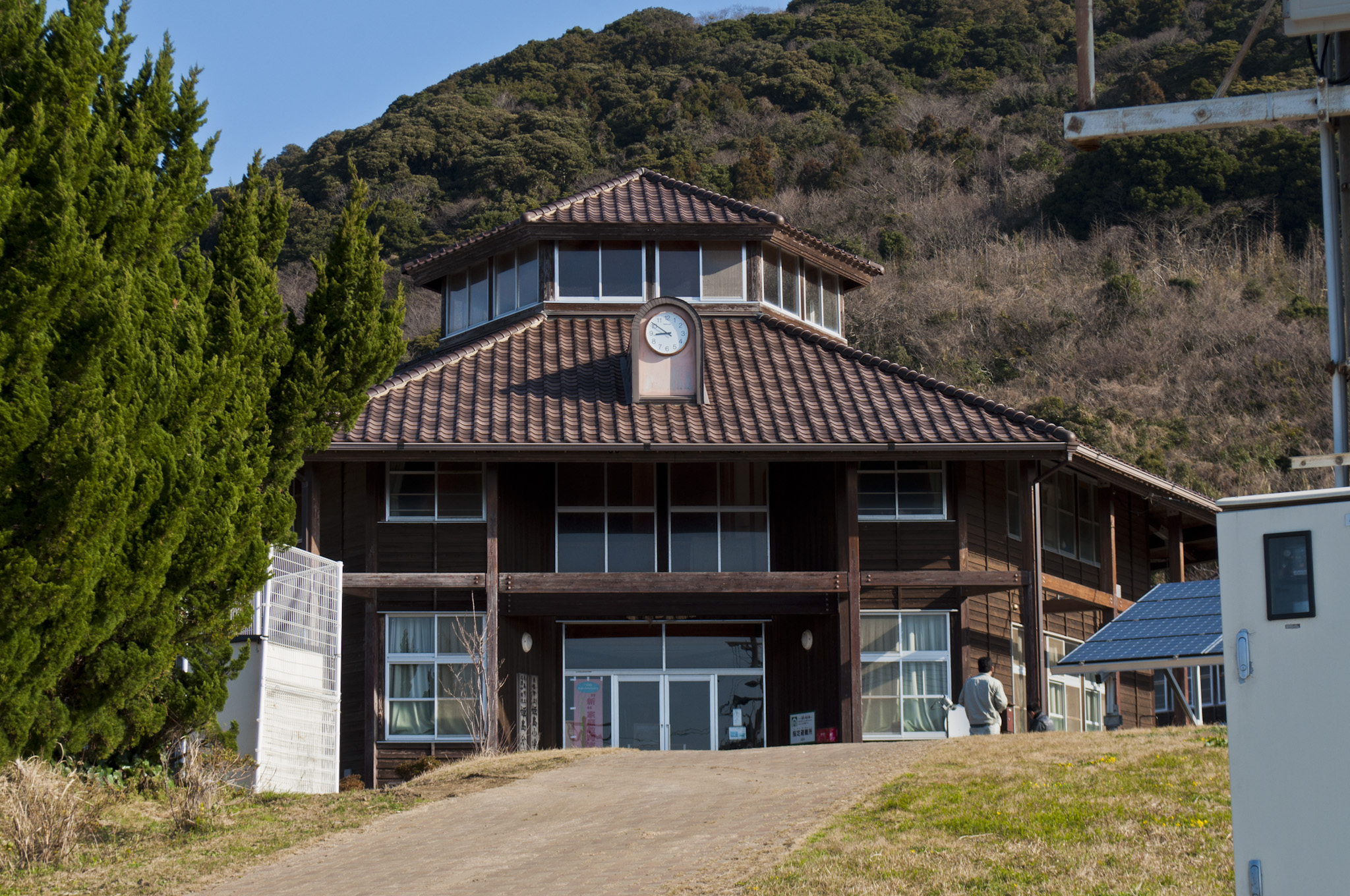
糸島市立姫島小学校・糸島市立志摩中学校姫島分校

島の南西部に糸島市立姫島小学校および糸島市立志摩中学校姫島分校がある。

## その他施設
保育室・機能訓練室（リハビリテーションルーム）を備えた、糸島市姫島福祉センター「はまゆう」が島の南東部にある。「はまゆう」は各種災害時の避難施設となっているほか、原子力災害に備え、外気中の放射性汚染物質を取り込まないと気密性といった放射線防護対策が行われている。姫島は九州電力玄海原子力発電所から30km圏内に位置しているが、悪天候と原子力災害が重なると船舶による島外避難が困難になる恐れがあり、「はまゆう」が一時的な屋内退避場所として指定されている。

## 観光名所
- 野村望東尼御堂・記念碑

## 島出身の著名人
- 須田邦裕 - この島を舞台とした映画『ここに、幸あり』の準主役を務めた。TBSドラマ『半沢直樹』にも出演。